# Stanley Stamps Gibbon Album
"Stanley Stamps Gibbon Album" es una composición instrumental del grupo inglés de jazz fusion Soft Machine. Compuesta por el tecladista Mike Ratledge, es la segunda canción en el Disco 2 de Six (1973).

## Personal
- Hugh Hopper – bajo
- Karl Jenkins – saxofón y teclados
- John Marshall – batería
- Mike Ratledge – teclados